# Мусаханов Мірзамахмуд Мірзарахманович
Мірзамахмуд Мірзарахманович Мусаханов (22 жовтня 1912, місто Ташкент, тепер Узбекистан — 5 січня 1995, місто Ташкент, Узбекистан) — радянський державний діяч, 1-й секретар Ташкентського обкому КП Узбекистану, секретар ЦК КП Узбекистану, 1-й заступник голови Ради міністрів Узбецької РСР, голова Узбецької республіканської ради профспілок, секретар ВЦРПС. Кандидат у члени ЦК КПРС у 1961—1976 роках. Член ЦК КПРС у 1976—1986 роках. Депутат Верховної ради Узбецької РСР. Депутат Верховної Ради СРСР 7—11-го скликань. Герой Соціалістичної Праці (з 25.12.1976 по 16.07.1991).

## Життєпис
Народився 9 (22) жовтня 1912 року в Ташкенті (за іншими даними — в Фергані). Його батько — Мірзарахман Мусаханов (родом із Фергани) належав до числа узбецьких радянських діячів і в 1923—1924 роках був народним комісаром внутрішніх справ Туркестанської РСР.
У 1937 році закінчив Московський текстильний інститут.
У 1937—1948 роках — майстер цеху, завідувач прядильного відділу, завідувач прядильної фабрики, головний інженер прядильно-ткацької фабрики, головний інженер Ферганського текстильного комбінату Узбецької РСР.
Член ВКП(б) з 1943 року.
У 1948—1949 роках — заступник, 1-й заступник міністра легкої промисловості Узбецької РСР.
У 1949—1951 роках — директор Ташкентського текстильного комбінату імені Сталіна Узбецької РСР.
У 1951—1953 роках — міністр легкої промисловості Узбецької РСР. У 1953 році — міністр легкої і харчової промисловості Узбецької РСР.
У 1953—1955 роках — керуючий справами Ради міністрів Узбецької РСР.
У 1955—1956 роках — секретар Ташкентського обласного комітету КП Узбекистану.
10 серпня 1956 — 1957 року — голова Державної планової комісії Ради міністрів Узбецької РСР.
У 1957—1958 роках — заступник голови Ради міністрів Узбецької РСР.
У 1958 році — секретар Ташкентського обласного комітету КП Узбекистану.
У 1958—1959 роках — голова Узбецької республіканської ради профспілок.
28 березня 1959 — 26 травня 1961 року — секретар Всесоюзного центрального ради професійних спілок (ВЦРПС).
24 квітня 1961 — 25 грудня 1965 року — секретар ЦК КП Узбекистану.
Одночасно 30 травня 1961 — 22 березня 1963 року — голова Верховної ради Узбецької РСР.
Одночасно у грудні 1962 — 25 грудня 1965 року — голова Комітету партійно-державного контролю ЦК КП Узбекистану і Ради Міністрів Узбецької РСР, заступник голови Ради міністрів Узбецької РСР.
25 грудня 1965 — 27 березня 1970 року — 1-й заступник голови Ради міністрів Узбецької РСР.
29 січня 1970 — 22 січня 1985 року — 1-й секретар Ташкентського обласного комітету КП Узбекистану.
З січня 1985 року — персональний пенсіонер союзного значення в Ташкенті.
Був фігурантом так званої «узбецької бавовняної справи». 20 серпня 1987 року заарештований групою Гдляна—Іванова і засуджений вироком Верховного Суду Таджицької РСР від 2 лютого 1990 року до шести років позбавлення волі. Цей же суд своєю постановою 4-18-92 від 24 квітня 1992 року визнав засудження Мусаханова незаконним, постановив закрити справу і скасувати вирок за недоведеністю провини. Тоді ж Мусаханов був звільнений з в'язниці. Проживав у Ташкенті.
Помер 5 січня 1995 року. Похований в Ташкенті.

## Нагороди
- Герой Соціалістичної Праці (з 25.12.1976 по 16.07.1991)
- п'ять орденів Леніна (25.07.1971, 14.12.1972, 25.12.1976, 14.03.1980, 21.10.1982)
- орден Жовтневої Революції (10.12.1973)
- три ордени Трудового Червоного Прапора (16.01.1950, 11.01.1957, 1.03.1965)
- орден «Знак Пошани» (22.01.1944)
- медалі
- Указом Президента СРСР від 16 липня 1991 року в зв'язку із засудженням за тяжкий злочин позбавлений звання Героя Соціалістичної Праці і всіх державних нагород.